# Monoplex parthenopeus
Monoplex parthenopeus е вид коремоного от семейство Ranellidae.

## Разпространение
Видът е разпространен по целия свят, включително в Западният Атлантически океан и Нова Зеландия.